# أوستين سميث (لاعب هوكي الحقل)
أوستين سميث (بالإنجليزية: Austin Smith) هو لاعب هوكي الحقل جنوب أفريقي، ولد في 20 مايو 1985 في كيب تاون في جنوب أفريقيا.

## وصلات خارجية
- أوستين سميث على موقع الاتحاد الدولي للهوكي (الإنجليزية)
- أوستين سميث على موقع الاتحاد الأوروبي للهوكي (الإنجليزية)
- أوستين سميث على موقع اتحاد جنوب إفريقيا للهوكي (الإنجليزية)
- أوستين سميث على موقع اللجنة الأولمبية الدولية (الإنجليزية)
- أوستين سميث على موقع أوليمبيديا (الإنجليزية)